# ريتشارد كوتينغام
ريتشارد كوتينغام (بالإنجليزية: Richard Cottingham) هو مجرم أمريكي، ولد في 25 نوفمبر 1946 في ذا برونكس في الولايات المتحدة.